# 森田康
森田 康（もりた こう、1924年（大正13年）11月30日 - 1998年（平成10年）8月26日）は、日本のジャーナリスト、実業家。日本経済新聞社代表取締役社長。

## 来歴・人物
広島県広島市で生まれ、旧満州で育つ。旧制広島高等学校を経て、東京帝国大学経済学部を卒業する。
大学時代、GHQ関連のアルバイトを始めるが、そこで森田に割り振られた仕事は、その日の朝刊に載った記事のうちGHQの高官に読ませたいとして担当の将校がよりわけた記事を英文に訳すことだった。ところが、渡される記事のほとんどが日経の記事だった。「また日経ですか」と森田が聞くと日系二世の中尉は笑って、「しようがないさ。ここの記事がいちばん公平で参考になるんだから」と応えた。バイト先でアメリカ人の口からはじめて日経の「紙価」を教えられたことがきっかけとなり、日経の入社試験を受けた。森田が新聞社を受験しようとした1947年秋、記者を募集していたのは日経のほか東京新聞だけだった。当時、東京は夕刊紙で、日経より羽振りもよく、給与も断然高かった。だが、森田はためらわず日経を選んだ。
ニューヨーク特派員を経て36歳で大阪経済部長となり、40歳で編集局次長となる。
圓城寺次郎社長が「新聞だけ」を出していた新聞社から、コンピュータを軸にデータを売りものにする「新聞も」出していた新聞社へ、新聞企業の形態を変えようと試みて、データバンク事業に乗り出す際、マーケティング戦略の立案から実戦指導に至るまで文字通り陣頭に立って牽引車的役割を演じ、1970年取締役に選任され、電算機本部長委嘱、74年には常務・社長室長兼電算機本部長委嘱となる。
1975年にデータバンク局が新設されると、リアルタイムのニュースを配信し、それらの情報を中央紙や地方紙にも提供するという「日経テレコン21」の前身となる「日経NEEDS」、株価と株式に関する経済情報をユーザーに送信するインターネットビジネスである「QUICK」などの事業を軌道に乗せてゆく。
1979年専務、82年社長となり、全国各地で現地印刷に乗り出すなど積極経営で日経を急成長させるが、リクルート事件に連座し、88年社長を辞任した。
1998年8月26日、心不全で死去。73歳。
2001年に電通から「マスコミ功労者顕彰」が追贈される。
郷里広島関係の貢献では、竹下虎之助広島県知事が広島の県勢活性化のため、東京で活躍する広島出身の経済人に知恵を借りようと組織した「広島県産業懇話会」のメンバーでもあった。

### リクルート事件に連座
リクルート創業者の江副浩正は大学の後輩で、古くからのダンス同好の士だった。森田、江副そしてパイオニア社長で元全日本学生チャンピオンの松本誠也は、時々、3人でダンスに興じ、そのあと食事をしながらダンス談義をする間柄だった。
森田と江副は年に2、3回は会食を持ち、1984年暮、江副からの願いで、3年後に公開予定のリクルートコスモス（現：コスモスイニシア）株を購入した。
1988年、コスモス未公開株の譲渡で売却益を得た事が発覚する。7月、『朝日ジャーナル』が入院中の森田にコスモス株譲渡についてインタビューを行い、それが「政・マスコミ界を汚染するリクルート商法」というタイトルの記事になる。この報道により、日経上層部の間で森田の社長退任論が高まり、7月5日、森田が社長を辞任するようだとの噂がリクルート広報室に入る。その夜、江副は真偽を確かめるべく、日経の鶴田卓彦専務に電話をするが、鶴田は「朝日ジャーナルにあそこまで書かれると、森田社長の退任は避けられないんじゃないかなぁ」と言い、江副は事実に反する報道であることを伝えたいと思い、圓城寺に電話し、内々の面談を願い出て、翌日の朝7時に大手町の日経本社を訪ねた。だが、圓城寺は「いまとなってはもう遅いなぁ」と淡々とした表情で言い、江副は「分かりました」とすぐ辞去した。
その日に開催された臨時取締役会で入院中の森田の辞任と政治畑出身で副社長だった新井明の社長昇格が決まった。日経は記事によって株価が動くこともある。このため、記者には上場会社の株式の所有を禁じる内規がある。にもかかわらず、コスモス株を譲り受け売却益を得たことが退任の理由だった。政治家、経済人、官僚、大学教授ら、多くの人物が失脚したこの事件で、江副が「死ぬまで森田さんに顔向けできない」と最も悔やんだのが大学の先輩・森田であり、森田辞任の日の夜、自らの申し出でリクルートとコスモス会長の辞任が決定した。